# Логинов, Анатолий Анатольевич
 Логинов Анатолий Анатольевич  — российский писатель-фантаст.

## Биография
Логинов Анатолий Анатольевич родился 15 декабря 1957 года в пгт Лесной (Кировская область) тогда Кайского района.
Переезжал с семьёй в Хабаровск, в Чебоксары.

После окончания университета был призван на службу в ВВС на 2 года; остался в кадровом составе. Служил в инженерно-техническом составе в Забайкальском военном округе (120 иап), в Западной группе войск (833 иап) и в Московском военном округе (73 гв. иап, 52 гв. тбап). В 2003 году уволен в запас в звании майора. 

После выхода в запас работал в отделах поддержки вычислительной техники нескольких фирм.
В 2022 году подписал письмо в поддержку российского военного вторжения на Украину.

## Образование
- Чебоксарский электротехникум связи
- Чувашский государственный университет имени И. Н. Ульянова

## Творчество
Писать начал после дискуссий на форумах альтернативной истории.

### Участие в литературных объединениях, соавторские проекты
- Литературный форум «В вихре времён»[2]

Активный участник форумного проекта «7 дней» (книги выходили под коллективным псевдонимом Фёдор Вихрев). Принимал участие в многоавторском проекте «Десант попаданцев» (выходили под именем координатора проекта А.Конторовича; с 2011 года вышло 5 книг общим тиражом 57 000 экз.)
Фактический соавтор серии книг Г. Б. Дойникова «Варяг» — победитель". Им написаны отрывок о нападении казачьего отряда в первой книге и псевдомемуарные главы о войне на суше во второй и третьей книгах.
Вышедшие под его фамилией книги «Рокировка Сталина» и «Ударом на удар» написаны в соавторстве с Виктором Гвором, Михаилом Рагимовым и Игорем Поручиком при участии Александра Ерзылева и Андрея Судьбина.

#### Рассказы в сборниках
1. Логинов А. Время царя Михаила // В окопах времени (сборник). — Москва: Яуза, 2010. — С. 480. — (Военно-историческая фантастика). — 5000 экз. — ISBN 978-5-699-40360-8.

#### Произведения в соавторстве, изданные под коллективным псевдонимом
1. Фёдор Вихрев. Веду бой! 2012:Вторая Великая Отечественная. — Москва: ЭКСМО, 2011. — С. 416. — (Военно-историческая фантастика). — 8100 экз.
2. Фёдор Вихрев. Смертный бой. Триколор против свастики. — Москва: ЭКСМО, 2011. — С. 384. — (Военно-историческая фантастика). — 7100 экз.
3. Фёдор Вихрев. Пулеметчики. По рыцарской коннице – огонь!. — Москва: ЭКСМО, 2014. — С. 352. — (В вихре времен). — 2000 экз. — ISBN 978-5-699-76215-6.

### Переиздания
1. Логинов А. Три танкиста из будущего. Танк прорыва времени КВ-2. — М.: Яуза, Эксмо, 2012. — (Военно-историческая фантастика). — 3000 экз. — ISBN 978-5-699-57826-9.
2. Фёдор Вихрев. «За Родину! За Путина! Триколор над рейхстагом» — М: Яуза, Эксмо, 2014. — (Военно-историческая фантастика) — 2100 экз. — ISBN 978-5-699-69041-1